# Târcov
Târcov – wieś w Rumunii, w okręgu Buzău, w gminie Pârscov. W 2011 roku liczyła 20 mieszkańców.